# La Paz (La Paz)
La Paz es un municipio y una ciudad de la República de Honduras, cabecera del departamento de La Paz.

## Límites
| Orientación | Límite                                    |
| ----------- | ----------------------------------------- |
| Norte       | Municipio de Ajuterique, Comayagua        |
| Norte       | Municipio de Lejamaní, Comayagua          |
| Sur         | Municipio de San Sebastián, Comayagua     |
| Sur         | Municipio de Humuya, Comayagua            |
| Este        | Municipio de Cane, La Paz                 |
| Este        | Municipio de Villa de San Antonio,        |
| Este        | Municipio de Lejamaní, Comayagua          |
| Oeste       | Municipio de San Pedro de Tutule, La Paz  |
| Oeste       | Municipio de Santiago de Puringla, La Paz |

La ciudad está situada al lado occidental del Valle de Comayagua, al pie de la Cuesta de Los Manueles; dos riachuelos atraviesan la población: el Riachuelo Muracaguara y Riachuelo Jocotul.

## Toponimia
El origen del nombre de este municipio es debido a que el Sacerdote José Felicitas Jalón, regaló la imagen de la Virgen María, que se conoce con el nombre de la virgen de La Paz o Reina de la Paz, y desde ese momento, esta virgen es considerada como patrona de la ciudad, y es por ello que le fue otorgado el nombre a la cabecera departamental.

## Datos históricos
Sus primeros pobladores datan de 1750, cuando apenas existían una o dos haciendas de colonos españoles y su servidumbre, venidos de un lugar llamado Cururú, cerca de la localidad de Humuya, en ese tiempo dependía de Comayagua.
En 1791, en el recuento de población de 1791, aparece como Valle "Las Piedras", formando parte del Curato de Ajuterique. en 1821, se organiza la primera municipalidad y el 14 de septiembre de 1848 se concede el título de Villa y se le cambia el nombre por La Paz, según Decreto emitido en Comayagua; el 23 de febrero de 1861 se le otorga el título de Ciudad y Cabecera del Distrito respectivo; en 1869, al crearse el departamento de La Paz, la ciudad de La Paz fue designada como la cabecera departamental.
En 1774 sucedió un terremoto que sacudió violentamente el "Valle de Comayagua" asimismo sus efectos fueron sentidos en igual fuerza en el Valle de Las Piedras, destruyendo su caserío y la iglesia local, de la que solo queda una pared en pie, en el año de 1814 los vecinos comienzan con la reconstrucción de la catedral, gran parte de la iniciativa de esta obra se debió al esfuerzo del sacerdote José Felicitas Jalón, asimismo Santos Vidal, oriundo de Ocotepeque y don Coronado Chávez quien fue uno de los encargados de la carpintería.
El 1 de febrero de 1899, es inaugurado en la ciudad el primer colegio de estudios, situada en la casa situada al lado sur de la plaza, entre la Municipalidad y la residencia del abogado Antonio Urquía Ramos. En el mes de julio de 1936 es instalada la primera planta de energía eléctrica en la ciudad, con participación del Gobernador político señor Julián Suazo Bulnes, el alcalde municipal señor Juan Ramón Villalobo, el Comandante de armas de La Paz, coronel Manuel Antonio Hernández, entre otras personalidades políticas y sociales.

## Cultura y sociedad
Celebra su feria patronal a la Virgen de los Dolores en noviembre. La mayoría de sus calles están completamente pavimentadas y posee una antigua iglesia y otra de reciente construcción. La Paz al igual que todas los departamentos tiene diferentes tradiciones. 
En la ciudad de La Paz se localiza una Casa de la Cultura en la cual existe una colección de pinturas y artes populares, una exposición permanente de piezas de nuestro patrimonio cultural del siglo XIX en ambientaciones de salas de casas de esa época, realizándose otras actividades según calendario.

## División Política
Aldeas: 9 (2013)
Caseríos: 103 (2013)
| Código | Aldea                  |
| ------ | ---------------------- |
| 120101 | La Paz                 |
| 120102 | Concepción de Soluteca |
| 120103 | Matasano               |
| 120104 | Potrerillos            |
| 120105 | San José del Playón    |
| 120106 | San Rafael             |
| 120107 | Tepanguare             |
| 120108 | Tierra Prieta          |
| 120109 | Yarumela               |

## Deportes
En la ciudad se encuentra el tercer estadio más grande del país, el Estadio Roberto Suazo Córdova, que es sede del Policía Nacional Fútbol Club de la Liga Nacional de Honduras.